# Navel
네이블(Navel, 일본어: ネーブル)은 주식회사 Omegavision의 미소녀 게임 브랜드이다.
『그것은 흩날리는 벚꽃처럼』으로 성공을 거둔 BasiL 소속 직원의 대다수가 2003년 독립해서 만든 브랜드이다. 읽기에 오류가 있어 한국에서는 '나벨'로 불리기도 한다.
2006년 3월 자매 브랜드 Lime(라임)을 발족했다.

## 작품 목록
- 2004년 1월 30일 - SHUFFLE!
- 2004년 12월 17일 - Soul Link
- 2005년 9월 16일 - Tick! Tack!
- 2005년 10월 20일 - SHUFFLE! on the Stage
- 2006년 11월 24일 - Really? Really!
- 2008년 6월 28일 - 우리들에게 날개는 없다 ~Prelude~
- 2009년 1월 30일 - 우리들에게 날개는 없다
- 2009년 10월 30일 - SHUFFLE! Essence+
- 2010년 6월 25일 - Soul Link ULTIMATE
- 2010년 7월 30일 - 우리들에게 날개는 없다 After Story
- 2010년 12월 24일 - 세계정복 그녀(世界制服彼女) ~The World is Mine~
- 2011년 4월 28일 - SHUFFLE! Love Rainbow
- 2011년 6월 24일 - 우리들에게 날개는 없다 R
- 2011년 10월 28일 - World Wide Love 세계 정복 그녀(世界制服彼女) 팬디스크
- 2012년 2월 24일 - 네이블플러스
- 2012년 10월 26일 - 달에게 다가가는 아가씨의 작법

### Lime
- 2008년 2월 29일 - 노스트라다무스에게 물어 봐♪
- 2010년 3월 26일 - 맥시멈 매직(Maximum Magic) ~Quirk of Destiny~
- 2010년 4월 30일 - 페타페타(ぺたぺた)
- 2012년 6월 1일 - XXX한 그녀가 시골생활을 만끽하는 비밀의 방법

### Navel - Lime 공동 프로젝트
- 2007년 8월 31일 - 네~PON?×라이PON!

### 만우절 장난
- 2010년 - SUPER KARUO BRASSIERES(슈퍼 카루오 브래지어스)

슈퍼 마리오브라더스 패러디의 액션 어드벤처 게임.
옛날 기바라 왕국에 카루오(마리오)와 루이그(루이지)라는, 브래지어처럼 항상 붙어다녀 슈퍼 카루오 브래지어스로 불리는 형제가 베리 공주를 구하기 위해 모험을 떠난다는 설정이다. 발매일은 미정, 가격은 8800엔, 장르는 자신찾기 포르노ACT(自分探しポルノACT).
물론 만우절 장난으로 4월 1일이 지나자 삭제되었다.

## 주요 스태프

### Navel
대표 겸 사운드
- 앗쵸리케(アッチョリケ) - BasiL에서 탈퇴, 창립 멤버.

캐릭터 디자인·원화
- 니시마타 아오이(西又葵) - BasiL에서 탈퇴, 창립 멤버. AiAi 퇴사 이후 Really? Really!부터 작사 담당.

기획·시나리오·스크립트
- 오쟈쿠손(王雀孫) - BasiL에서 탈퇴, 창립 멤버.
- 후지미 타츠키(藤海琢樹) - 엘프에서 2004년 이적.
- 모리바야시 아키라(森林彬) - 캐러멜BOX에서 2007년 이적.
- 히가시노스케(東ノ助) - 2008년 입사. 셔플!의 Special Thanks에서 이름이 거론되고 있다. 2010년 발매 예정인 '세계정복 그녀'로 데뷔 예정이다.

그래픽
- 사이토 요코(斉藤陽子) - 그래픽 팀장. Basil에서 탈퇴, 창립 멤버.
- 아메(飴) - BasiL에서 탈퇴, 창립 멤버.
- 타케폰(たけぽん) - 2005년 입사. 원래 KID 소속.
- 마키(真希) - 2005년 입사.
- 유우(ゆう) - 2006년 입사.
- 依織 - 2008년 입사.

배경
- 코타로(コタロー) - 2009년 입사.
- 灯色 - 2009년 입사.

프로그램
- Ellefin - 2006년 입사. 입사 후 독자적 비주얼 노벨 엔진인 'Lucifen'을 구축하여 '네~PON?×라이PON!'과 그 이후 작품의 리버스 엔지니어링을 어렵게 만들어 비공식 한글화 패치를 난해하게 했다.

홍보
- 미즈노 마미(みずのまみ) - 2003년 입사.
- akky - 2006년 입사.

영업
- 소장 타케야마(所長たけやま) - 2006년 입사.
- 후미오(ふにお) - 2009년 입사.

### 퇴사 스태프
- LONG CUBE - 시나리오. 2003년 입사. 2004년 퇴사.
- 아오(アオ) - 그래픽. Basil에서 탈퇴, 창립 멤버. 2004년 퇴사.
- 히로시(ひろし) - 프로그래머. 2003년 입사. 2005년 퇴사.
- AlAi - 홍보·디자인・웹사이트 관리・작사 외 여럿. 2003년 입사. 2006년 4월 퇴사.
- 마사(まさ) - 디렉터. 2004년 입사. 2006년 퇴사.
- 스즈히라 히로(鈴平ひろ) - 캐릭터 디자인・원화. BasiL에서 프리(F&C 외주)를 거쳐 창립 멤버. 2007년 2월 23일에 정규직을 그만두고 프리·외주로 전환.
- 아고바리아(あごバリア) - 기획·시나리오. Basil에서 윈드밀을 거쳐 2003년 입사('셔플!' 발매까지 우인도미루 소속). 2007년 3월 말에 정규직을 그만두고, 프리・외주로 전환. 2008년, Rosebleu의 설립에 참여해 현재 Rosebleu 소속.
- 아오네코(青猫) - 프로그래머. 2004년 입사. 자신의 mixi에서 2007년 말에 퇴사를 발표했다. 2008년 Rosebleu를 설립하고 대표를 맡았다.
- 마릴린☆카토우(マリリン☆カトウ) - 그래픽. BasiL에서 윈드밀을 거쳐 2004년 입사. 게임 제작의 사고 방식과 방향성이 자신과 맞지 않는 것이라고 확신했기 때문에 은퇴를 결심했다고 개인 홈페이지에 발표. 2008년 5월 말 퇴사. 신생 BasiL의 '그것은 흩날리는 벚꽃처럼 완전판', 'もぎたてBasil! -commencement-'에 참가하고있다.
- 오야카타(おやかた) - 그래픽. 2005년 입사. 2008년 퇴사하고 Rosebleu로 이적.
- 수면+No,4(水面+No,4) - 그래픽. 2007년 입사. 2008년 퇴사.
- 아라곤(あらごん) - 배경 그래픽. 2006년 입사. 2009년 퇴사.

### 외주
- 内藤侑史 - 사운드 담당. 원래 NACHTMUSIK 소속. 2006년 말 탈퇴 후 프리이며 Angel Note 멤버.
- 山田和裕 - 사운드 담당. 원래 NACHTMUSIK 소속. 2006년 말 탈퇴 후 프리이며 Angel Note 멤버.
- coldhand - 사운드 담당. 원래 NACHTMUSIK 소속.
- tsukune. - Iris motion graphics 소속. 'SHUFFLE!'부터 'Really? Really!'까지 영상 제작.

## 마스코트 캐릭터
Navel Girls(네이블 걸즈)
시트러스(シトラス)
캐릭터 디자인 : 니시마타 아오이
검은 머리의 명랑한 소녀. 대화에서 태클당하는 역할. 독설이나 과도한 농담을 좋아해서 따라하기도 한다. 이름이 결정되기 전의 가칭은 '부루코 (ブル子)'. SHUFFLE!에는 바베나 학원 교문과 코오요 공원을 배경으로 미네오라와 작게 등장해 있다.
미네오라(ミネオラ)
캐릭터 디자인 : 스즈히라 히로
적갈색 머리의 얌전한 소녀. 대화에서 태클거는 역할. 폭주하기 쉬운 시트라스에게 곤란을 겪는 일이 많다. 이름이 결정되기 전의 가칭은 “부루미 (ブル美)”.
미네오라 탄젤로(ミネオラ·タンジェロ)
캐릭터 디자인 : 니시마타 아오이
붉은 머리의 소녀. 'Live in TOKYO 카부라2008'의 포스터 일러스트와 우리들에게 날개는 없다 ~Prelude~의 부루부루 극장에서 첫 등장.
스즈히라 히로가 퇴사했기 때문에 스즈히라 히로가 디자인한 미네오라의 대역 역할.
폰칸(ポンカン)
캐릭터 디자인 : 니시마타 아오이
옅은 갈색 머리의 얌전한 소녀. 네~PON?x라이PON!에서 첫등장한 캐릭터. 항상 쭈뼛쭈뼛하고 있으며 자주 자신없는 말투나 당황하는 모습을 보인다. 시트라스와 미네오라를 동경하여 마스코트가 되었으나, 그녀들에게 기가 죽어있다.
네이블 걸즈의 명칭은 감귤류에서 유래했다.

## NACHTMUSIK
NACHTMUSIK(나흐트뮤직)은 Navel의 사운드 팀이 외부활동을 하기 위한 브랜드로서, 자사의 작품 외에 다른 작품들도 담당했다. 대표는 앗쵸리케(アッチョリケ), 다른 멤버는 内藤侑史, 山田和裕(현재 山田屋カズ), coldhand 로, 모두 Basil때부터 같이 작업해 왔다.
Navel의 작품에는 모두 이름이 나와 있었지만, 네~PON?X라이PON! 이후로는 나와있지 않다. 네이블의 공식 홈페이지에서 홈페이지 링크가 사라졌고, 2007년 해산했다고 생각된다.

## 같이 보기
- BasiL - 이전 회사로 취급되고 있음.
- Lime - 자매 브랜드.
- Marriage Royale - 전격 게임 문고에서 연재중인 Navel, Lime 스태프들이 참여한 만화.